# Elizabeth Potts
Elizabeth Potts, née Atherton le 21 décembre 1846 et exécutée le 20 juin 1890, est reconnue coupable de meurtre en 1889 et pendue l'année suivante. Elle est la seule femme à avoir été légalement exécutée dans l'État américain du Nevada. Son mari, Josiah Potts, est exécuté simultanément, après avoir été reconnu coupable du même crime, le meurtre et le démembrement partiel de Miles Fawcett, 57 ans, née en Grande-Bretagne,.

## Biographie
Née Elizabeth Atherton à Hulme, Manchester, Potts est la fille de Michael Atherton et Jane Bradshaw. Son père est un ingénieur décédé deux ans avant son mariage avec Josiah Potts (1842-1890) à Manchester. Sa mère est originaire d'Orrell, dans le Grand Manchester et propriétaire d'une brasserie dans les années 1860. Ses ancêtres paternels sont originaires de Wigan.
À l'âge de 19 ans, Elizabeth Potts émigre du port de Liverpool vers les États-Unis avec son mari et sa fille d'un an, Alice May, partant sur le SS City of Cork et arrivant à New York le 16 mai 1864. La jeune famille peut faire le voyage dans sa propre cabine plutôt que dans l'entrepont.
Elizabeth Potts s'installe à Milwaukee, Wisconsin et est mère d'au moins cinq et jusqu'à sept enfants (les sources diffèrent sur le nombre), dont, outre Alice May, un fils nommé Charley (né vers 1873), une fille ( née vers 1877), et une fille nommée Edith (née en 1883),.
Son mari Josiah, un machiniste, obtient un poste au sein de la Central Pacific Railroad, et la famille Potts déménage vers l'ouest, d'abord à Terrace, dans l'Utah, et en 1886, à Carlin, dans le Nevada.
Potts se sépare temporairement de son mari, probablement en raison de difficultés financières, et se rend à Fresno, en Californie, où elle contracte volontairement un mariage bigame avec Miles Fawcett (1830-1888), un charpentier né en Angleterre en 1887,.
Potts retourne ensuite à son domicile conjugal à Carlin, dans le Nevada, pour être avec Josiah. Au même moment, Fawcett devient pensionnaire de la maison Potts. Peu de temps après, Fawcett achète un ranch à proximité et y déménage, mais continue à rendre visite régulièrement à Potts et elle lui fournit du pain et lave son linge,.

## La disparition et la mort prématurée de Miles Fawcett
Le 1er janvier 1888, Fawcett dit à un ami, JP Linebarger, qu'il a l'intention de rendre visite aux Potts pour récupérer l'argent qu'ils lui doivent et qu'il a des connaissances sur le passé d'Elizabeth qu'il pourrait utiliser pour la convaincre de payer la dette. Fawcett et Linebarger arrivent ensemble chez les Potts et ces derniers invitent Fawcett à passer la nuit. Fawcett accepte tandis que Linebarger repart. Fawcett ne sera jamais revu vivant. Dans les jours qui suivent, interrogé sur la disparition de Fawcett, Josiah Potts déclare que celui-ci a été appelé pour affaires dans un autre État,.
À l'été 1888, Potts et sa famille emménagent à Rock Springs, Wyoming, et leur maison de Carlin est louée à une famille nommée Brewer. En janvier 1889, George Brewer découvre des restes humains mutilés dans la cave de la maison qui sont identifiés comme étant ceux de Miles Fawcett. Elizabeth Potts et son mari Josiah sont alors arrêtés pour le meurtre,. Il existe de nombreuses incohérences dans les articles de presse, comme le fait que Fawcett était âgé de 70 ans au moment de son décès et que sa dépouille a été retrouvée sous le plancher de sa propre maison.

## Mort et héritage
Les époux Potts sont inculpés de meurtre au premier degré et jugés. Ils sont tous deux reconnus coupables et condamnés à la peine de mort. Une double potence, fabriquée à Placerville, en Californie, est obtenue pour la pendaison et des invitations sont lancées pour assister à l'événement du 20 juin 1890,,. En présence de 52 hommes, ils sont pendus simultanément. L'inhumation initiale a lieu au cimetière d'Elko, mais ils sont réinhumés dans une fosse commune lorsque le cimetière a été déplacé.
Les circonstances du mariage bigame de Elizabeth Pott ne sont connues du public qu'après que l'exécution ait été signalée pour la première fois en août 1890. L'histoire est reprise par un journaliste de San Francisco deux ans plus tard qui raconte une histoire d'amour et de crime, dans laquelle un mari et sa femme trouvent la mort par exécution tout en gardant un secret qui, s'il est révélé, aurait pu les sauver de la potence,.
Elizabeth Potts est la seule femme à avoir été légalement exécutée dans l'histoire du Nevada,. La pendaison de ce couple est la dernière exécution légale dans le comté d'Elko ; une loi d'État adoptée en 1901 met fin à la pratique consistant à procéder à des exécutions dans les sièges de comté du Nevada.

## Lectures complémentaires
- (en) Barbara Hegne, The Hanging of Elizabeth Potts: The Only Woman Ever Legally Hanged in Nevada, B. Hegne, 2005 (lire en ligne).